# مصطفى سعيد يازجي أوغلي
مصطفى سعيد يازجي‌ أوغلي (بالتركية: Mustafa Sait Yazıcıoğlu)‏‏ (22 فبراير 1949 في سورمنة ‏ - ) هو عالمٌ مسلمٌ تُركي. درس في كلية العلوم الدينية في جامعة أنقرة. تولى رئاسة منظمة الشؤون الدينية التركية في الفترة ما بين 17 يونيو 1987 حتى 2 يناير 1992، خلفًا لطيار آلتي قولاج، وتولى بعده محمد نوري يلماز.